# Медаль Нау Сена
Медаль Нау Сена (також пишеться Медаль Нао Сена, букв. Медаль ВМС) — нагорода за відвагу військовослужбовців ВМС Індії.

## Історія
Медаль Нао Сена була заснована 26 січня 1960 року урядом Індії за схваленням президента Індії. Того ж дня було засновано п'ять інших медалей — медаль Вішішт Сева (клас I, клас II, клас III), медаль Сайнья Сева, медаль Відеш Сева, медаль Сена та медаль Ваю Сена.

## Дизайн
Медаль п'ятикутної форми, із загнутими сторонами зі срібла. Кріплення являє собою нерухоме кільце, прикріплене до металевої смуги шириною 3 мм, прикрашеної листям Ашоки. На аверсі він має тиснення військово-морського герба. На реверсі тризуб усередині кола та мотузки, а також напис «Медаль Нау Сена» мовою хінді, вибитий уздовж верхнього краю.
Стрічка темно-синього кольору з білою тонкою сріблястою смугою по центру. 32 мм, темно-синій з 2 мм білі центральні смуги. Темно-синій 15 мм, білий 2 мм, темно-синій 15 мм.